# Hendrik Conscience
Hendrik Conscience, född 3 december 1812 i Antwerpen, död 10 september 1883 i Ixelles, var en flamländsk författare.
Conscience var på fädernet av fransk härstamning. Han har betraktats som den moderna flamländska litteraturens fader. År 1841 blev han sekreterare vid konstakademien i Antwerpen, 1868 konservator vid kungliga museet i Bryssel. Conscience debuterade med de historiska romanerna In't wonderjaar 1566 (1837, svensk översättning "1566", 1850) och De leeuw van Vlaanderen (3 band, 1838), den senare en skildring av segern över fransmännen i Slaget vid Courtrai 1302. Båda romanerna hyllades av de flamländska nationalisterna, en krets som Conscience kom i beröring med i Antwerpen. Conscience var tydligt influerad av Walter Scott, i de tidiga romanerna märks tydligt hans ovana med det flamländska språket.
Senare utgav han en rad skildringar av flamländskt folkliv; Wat eene moeder lijden kan (1843), Siska van Rooesemael (1844), De loteling (1850, svensk översättning "Rekryten" samma år), De arme edelman (1851, "Den fattige ädlingen" 1861), Rikke-tikke-tak (1861) med flera. Förutom flera historiska romaner, som Jacob van Artevelde (1849, svensk översättning 1850) och Simon Turchi (1858) skrev Conscience sina ungdomsminnen under titeln Geschiedenis mijner jeugd (1888). Consciences samlade skrifter utgavs i 10 band 1867-1869, och hans Romantische werken i 41 band, 1878-1881.

## Eftermäle
Asteroiden 12524 Conscience är uppkallad efter honom.